# Onni Rajasaari
Onni Rajasaari (né le 2 mars 1910 à Hanko - mort le 12 novembre 1994 à Hanko) est un ancien athlète finlandais spécialiste du triple saut. 

## Palmarès

### Championnats d'Europe d'athlétisme
- Championnats d'Europe d'athlétisme 1934 à Turin,  Italie
  -  Médaille de bronze du triple saut
- Championnats d'Europe d'athlétisme 1938 à Paris,  France
  -  Médaille d'or du lancer du triple saut